# Friedrich Hindenlang
Wilhelm Christoph Friedrich Hindenlang (* 1. Mai 1867 in Hornberg an der Jagst; † 22. Juni 1937 in Karlsruhe) war ein deutscher evangelischer Pfarrer, Kirchenrat und Autor.

## Leben
Hindenlang studierte in Halle und dann in Heidelberg Theologie und wurde später Pfarrer in Sexau. Im Jahr 1894 heiratete er die Tochter des Pfarrers Oskar Schellenberg, Bertha Viktoria Schellenberg. 1906 wurde er Pfarrer an der Pauluskirche in Karlsruhe. 1928 wurde er Kirchenrat, nachdem er bereits seit 1920 Teil der Geschäftsführung der Pressestelle der evangelischen Badischen Landeskirche war.
Hindenlang schrieb neben Büchern zu theologischen Themen auch volkstümliche Dramen, Erzählungen und Biografien.
Zu dem weitverbreiteten Odenwälder Volkslied Nun wollen wir singen das Abendlied schrieb er drei weitere Strophen. Seine Bearbeitung ist in zahlreichen evangelischen Gesangbüchern bis in das 21. Jahrhundert verbreitet, darunter im rheinisch-westfälischen Regionalteil des Evangelischen Gesangbuchs (Nr. 684).

## Schriften
- Die Traumbuche. Eine fröhliche Dorfgeschichte in drei Akten. Verlag für Volkskunst und Volksbildung Richard Keutel, Lahr i. Baden 1911.
- Der heilige Krieg. Zeitgedichte. Müller & Gräff, Karlsruhe 1914. (Online)
- Der Dorfgeiger. Eine fröhliche Dorfgeschichte in 5 Aufzügen. Verlag für Volkskunst und Volksbildung Richard Keutel, Stuttgart 1914.
- Luther und die heutige Tagespresse. Pressverband, Berlin-Steglitz 1917.
- Christusreute. Kleine Geschichten aus dem Oberland. Mit Scherenschnitten von Berta Hindenlang. Verlag für Volkskunst und Volksbildung Richard Keutel, Stuttgart 1917 (= Sämann-Bücher. 29).
- Evangelischen Pressverband für Baden (Hrsg.): Aus einer heiligen Welt. 6 Bilder nach Scherenschnitten von Berta Hindenlang. Mit einem Geleitwort von Friedrich Hindenlang. Evangelischer Volksbund, Stuttgart 1920.
- Alle guten Geister. Ein kleines Festspiel von der evangelischen Kirche. Evangelischer Pressverband für Baden, Karlsruhe 1920.
- Fromm, deutsch, rein. Ein Büchlein zum Jugendsonntag. Evangelischer Pressverband für Baden, Karlsruhe 1921.
- Großherzogin Luise von Baden. Der Lebenstag einer fürstlichen Menschenfreundin. G. Braun, Karlsruhe 1925.
- Die blaue Blume. Ein Märchenspiel aus Dorf und Wald in drei Aufzügen. Verlag für Volkskunst und Volksbildung Richard Keutel, Stuttgart 1926.
- Der wandernde Kranz. Ein Sommerspiel, der evangelischen Jugend zum Jugendsonntag 1923 gewidmet. Evangelischer Pressverband für Baden, Karlsruhe 1926.
- Die Heimatbrücke. Eine kleine Weihnachtsgeschichte in 3 Akten. Evangelischer Pressverband für Baden, Karlsruhe 1926.
- Bei den Hugenotten in den Cevennen. Reisebriefe aus Südfrankreich. Evang. Gemeindebote, Karlsruhe 1927.
- Ambrosius Blarer. Dramatische Bilder aus der Konstanzer Reformationsgeschichte. Evangelischer Pressverband für Baden, Karlsruhe 1928.
- Das Augsburgische Bekenntnis. Verlesung der Augsburgischen Konfession. Mit einem Vorwort von Friedrich Hindenlang. Evangelischer Pressverband für Baden, Karlsruhe 1930.
- Von Gottes Wort ein Widerklang. Ein Kirchenjahr in Gedichten. Evangelischer Schriftenverein Karlsruhe 1933.
- Konstanzer Reformatoren und ihre Kirchenlieder (= Welt des Gesangbuchs, 12). Schloeßmann, Leipzig/Hamburg 1936.